# Spider (film)
Pour les articles homonymes, voir Spider.
Pour plus de détails, voir Fiche technique et Distribution.
Spider est un film canado-britannique réalisé par David Cronenberg et sorti en 2002. Il s'agit d'une adaptation du roman du même nom de Patrick McGrath.
Spider est présenté en compétition officielle au festival de Cannes 2002.

## Synopsis
Après plusieurs années d'internement, Dennis Cleg dit « Spider », un jeune homme souffrant notamment de schizophrénie, est transféré en foyer de réinsertion dans les quartiers de l'est de Londres. Non loin de là, Spider a vécu durant son enfance le drame qui a brisé sa vie. Avant ses douze ans, il est convaincu, dans son délire, que son père a tué sa mère pour la remplacer par une prostituée dont il était tombé amoureux. Spider replonge alors peu à peu dans ses souvenirs et décide de mener une enquête...

## Fiche technique
- Titre : Spider
- Réalisation : David Cronenberg
- Scénario : Patrick McGrath, d'après son roman Spider
- Musique : Howard Shore
- Photographie : Peter Suschitzky
- Montage : Ronald Sanders
- Décors : Andrew Sanders
- Costumes : Denise Cronenberg
- Production : Catherine Bailey, David Cronenberg, Samuel Hadida
- Distribution :
  -  France : Metropolitan Filmexport
- Genre : thriller fantastique
- Durée : 98 minutes
- Dates de sortie :  
  - France : 21 mai 2002 (festival de Cannes 2002 - compétition officielle)
  - Belgique : octobre 2002 (festival international du film de Flandre-Gand)
  - Belgique : 6 novembre 2002
  - France : 13 novembre 2002
  - Canada : 13 décembre 2002
- Interdit aux moins de 12 ans lors de sa sortie en France

## Distribution
- Ralph Fiennes (VF : Patrick Laplace ; VQ : Alain Zouvi) : Dennis « Spider » Cleg
- Bradley Hall (VQ : Laurent-Christophe De Ruelle) : Dennis « Spider » Cleg (jeune)
- Miranda Richardson (VF : Marie Vincent ; VQ : Marie-Andrée Corneille) : Mme Cleg (la mère de Dennis) / Yvonne
- Gabriel Byrne (VF : Gabriel Le Doze ; VQ : Luis de Cespedes) : Bill Cleg (le père de Dennis)
- Lynn Redgrave (VF : Paule Emanuele) : Mme Wilkinson
- John Neville (VF : Philippe Dumat ; VQ : Hubert Fielden) : Terrence
- Gary Reineke (VQ : Yvon Thiboutot) : Freddy
- Philip Craig : John
- Cliff Saunders : Bob
- Sara Stockbridge : Gladys
- Arthur Whybrow : Ernie

## Production
Le scénario est inspiré du roman Spider de Patrick McGrath, publié en 1990. L'auteur écrit lui-même le script et l'envoie à David Cronenberg en lui expliquant que Ralph Fiennes souhaite tenir le rôle principal. Après la lecture de seulement quelques pages, le cinéaste canadien accepte le projet.
Le tournage a lieu à Toronto (Cinespace Film Studios) ainsi qu'au Royaume-Uni : Londres (Kennington, gare de Saint-Pancras, Bethnal Green, etc.) et à Eton dans le Berkshire.
Pour ce film, David Cronenberg s'inspire en partie de l'œuvre du dramaturge Samuel Beckett. Il fait afficher des photographies de l'auteur irlandais sur le plateau de tournage. Par ailleurs, la coiffure du personnage incarné par Ralph Fiennes est créée d'après celle de Samuel Beckett.

## Accueil
Les Cahiers du cinéma le classe à la 8e place de son Top 10 des meilleurs films de 2002, ex aequo avec Le Voyage de Chihiro.

## Distinctions principales

### Récompenses
- Directors Guild of Canada Awards 2003 : meilleur réalisateur et meilleur son[3]
- Prix Génie 2003 : meilleur réalisateur
- festival international du film de Flandre-Gand 2002 : prix Georges Delerue de la meilleure musique
- Festival international du film de Catalogne 2002 : meilleur réalisateur
- Festival international du film de Toronto 2002 : meilleur film canadien
- Prix Sant Jordi du cinéma 2003 : meilleure actrice étrangère pour Miranda Richardson

### Nominations
- Festival de Cannes 2002 : En compétition pour la Palme d'or
- Prix Génie 2003 : meilleure direction artistique, meilleurs costumes, meilleur son, meilleur montage sonore et meilleur scénario adapté